# Dolichopus bryanti
Dolichopus bryanti är en tvåvingeart som beskrevs av Van Duzee 1921. Dolichopus bryanti ingår i släktet Dolichopus och familjen styltflugor.
Artens utbredningsområde är Québec. Inga underarter finns listade i Catalogue of Life.